# 褚球
褚球（ちょ きゅう、472年 - 541年）は、南朝斉から梁にかけての官僚。字は仲宝。本貫は河南郡陽翟県。高祖父は褚裕之。曾祖父は褚寂之。祖父は褚曖。父は褚繢。

## 経歴
宋の太子舎人の褚繢の子として生まれた。若くして父を失い、貧しい中を学問して、才知すぐれた人物に成長した。宋の建平王劉景素の娘を妻に迎えた。斉に仕えて、征虜行参軍を初任とした。まもなく法曹を代行し、曲江公の下で右軍主簿に転じた。溧陽県令として出向し、清廉な仕事ぶりで知られた。平西主簿に任じられた。
梁の天監初年、太子洗馬・散騎侍郎に転じ、中書通事舎人を兼ねた。建康県令として出向したが、母が死去したため職を辞し、喪に服した。喪が明けると、北中郎諮議参軍に任じられた。まもなく中書郎に転じ、再び中書通事舎人を兼ねた。雲騎将軍に任じられ、廷尉や光禄卿を兼ねた。御史中丞となり、勢族にも遠慮なく弾劾したため、職名をもって称された。
普通4年（523年）、北中郎長史・南蘭陵郡太守として出向した。後に入朝して通直散騎常侍となり、羽林監を兼ねた。普通7年（526年）、太府卿に任じられた。ほどなく都官尚書に転じた。中大同年間、臨川王蕭正義（蕭宏の子）の下で仁威長史・江夏郡太守となったが、病と称して赴任しなかった。光禄大夫とされたが、受けないうちに再び太府卿となり、歩兵校尉を兼ねた。まもなく通直散騎常侍・秘書監に転じ、著作を兼ねた。司徒左長史に転じた。ほどなく貞威将軍の号を受け、河東王蕭誉の下で軽車長史となり、再び南蘭陵郡太守として出向した。
後に入朝して散騎常侍となり、再び歩兵校尉を兼ねた。まもなく引退を求めて上表したが、武帝に許可されなかった。まもなく光禄大夫の位を受け、給事中の任を加えられた。在官のまま死去した。享年は70。

## 伝記資料
- 『梁書』巻41 列伝第35
- 『南史』巻28 列伝第18